# Małogost
Małogost – staropolskie imię męskie, zrekonstruowane na podstawie nazwy osady (obecnie miasta) Małogoszcz oraz wsi Miłogoszcz, dawniej Małogoszcz, złożone z członów Mało- ("mało") i -gost ("gościć", "gość").
Małogost imieniny obchodzi 23 października.